# برندگان کوچک
برندگان کوچک، نام اصلی به انگلیسی: !!Bakusō Kyōdai Let's & Go (ژاپنی: 爆走兄弟レッツ&ゴー!! هپبورن: Bakusō Kyōdai Rettsu Endo Gō!!) مجموعه مانگایی ژاپنی در ۲۰ جلد است که توسط تتسوهیرو کوشیتا ساخته و اولین بار در مجلهٔ کامیک کوروکورو انتشارات شوگاکوکان از ژوئیه ۱۹۹۴ تا اکتبر ۱۹۹۹ منتشر شد. داستان این مانگا دربارهٔ دو برادر دوقلو به نام‌های رتسو و گو سیبا است (در ایران با نام‌های رتسو و ریکو شناخته شدند)، که بر دنیای مسابقات اتومبیل‌رانی مینیاتوری معروف به مینی ۴-دابلیو دی تمرکز دارند.
در کنار ساخت فیلم و چندین بازی، سه مجموعه تلویزیونی انیمه اقتباس شده از این مانگا توسط زیبک از سال ۱۹۹۶ تا ۱۹۹۸ منتشر شد که هر فصل ۵۱ قسمت را شامل می‌شود. این مجموعه همچنین کالاهای مختلفی از جمله سی‌دی، کارت‌های بازی، برچسب و حتی ماشین‌های دایکستی تولید کرد. در سال ۲۰۱۴، یک دنباله به نام بازگشت «مسابقه‌دهندگان» ۲۰ سال پس از انتشار سری اصلی، در کامیک کوروکورو شوگاکوکان شروع به انتشار کرد و تا نوامبر ۲۰۲۱ ادامه یافت.
مجموعه تلویزیونی این مانگا در ایران با نام «برندگان کوچک» شناخته و پخش شد.

## داستان
مسابقه مینی ۴-دابلیو دی یک سرگرمی جالب است که در آن کودکان و بزرگسالان با استفاده از اتومبیل‌های مینیاتوری—موتوری سفارشی شده به رقابت می‌پردازند. هر سال مسابقات به عنوان سرگرمی در سراسر جهان برگزار می‌شود، جایی که کودکان و بزرگسالان روحیه و اشتیاق خود را برای مسابقه آزمایش می‌کنند، در کنار شرکت‌هایی که فناوری‌ها و نوآوری‌های جدیدی را برای خودروهای مینی ۴-دابلیو دی توسعه می‌دهند. داستان حول محور رقابت برادران سیبا می‌چرخد: گو (ریکو) و رتسو، که زمانی مدام با یکدیگر دعوا می‌کردند تا ببینند کدام یک از آنها بهترین مسابقه دهنده است. با این حال، یک روز پس از یک مسابقه، دکتر «تسوچی» رئیس کارخانه «تسوچی» دو ماشین سفارشی مخصوص به آن‌ها می‌دهد و به آن‌ها توصیه می‌کند که وارد مسابقات مینی ۴-دابلیو دی شوند. سپس آنها مصمم به برنده شدن در این مسابقات تا پیروزی نهایی می‌شوند و به دیوانه‌کننده‌ترین مسابقات زندگی خود می‌روند در حالی که دوستان و دشمنانشان را نیز در دنیای مسابقات مینی ۴-دابلیو دی ملاقات می‌کنند.

## شخصیت‌ها
رتسو سیبا (星馬 烈, Seiba Retsu)
رتسو یک دانش‌آموز کلاس پنجم یازده ساله و برادر بزرگتر گو (ریکو) است. اگرچه او بهتر از برادرش می‌تواند صبر خود را کنترل کند، اما باز هم هر چند وقت یک بار ناراحتی خود را از کسانی که او را عصبانی می‌کنند، بروز می‌دهد. رتسو یک کلاه سبز به عنوان علامت خود دارد. رنگ اصلی او قرمز است که رنگ مو، چشم، دستکش و پیراهن اوست. تمام خودروهای مینی ۴-دابلیو دی او، سری سونیک، کاملاً خوب هستند و قابلیت‌های آفرود بسیار خوبی دارند. در WGP، رتسو کاپیتان تیم TRF Victorys است.

### گو (ریکو) سیبا(星馬 豪, Seiba Gō)
ریکو برادر رتسو یک سال از او کوچکتر است، ریکو از ابتدا به صورت عجول، بی‌دقت و بی‌حوصله به تصویر کشیده می‌شود، اما در برخی موارد می‌تواند آرام، مهربان و ملایم باشد. او معمولاً با عینک دیده می‌شود، اما این عینک بیشتر یک مد محسوب می‌شود، زیرا در بیشتر مواقع روی پیشانی او قرار می‌گیرد، نه برای پوشاندن چشم‌هایش. رنگ اصلی او آبی است که رنگ مو، چشم، دستکش و چکمه اوست. ماشین‌های او، سری مگنوم، همگی به خاطر سرعتشان معروف هستند.